# انتون ساوین
انتون ساوین (اوکراینی: Антон Васильович Савін؛ زادهٔ ۷ فوریهٔ ۱۹۹۰) بازیکن فوتبال اهل اوکراین است.
وی همچنین در تیم ملی فوتبال زیر ۲۱ سال اوکراین بازی کرده‌است.